# 城端トンネル
城端トンネル（じょうはなトンネル）は、富山県南砺市にある東海北陸自動車道のトンネルである。

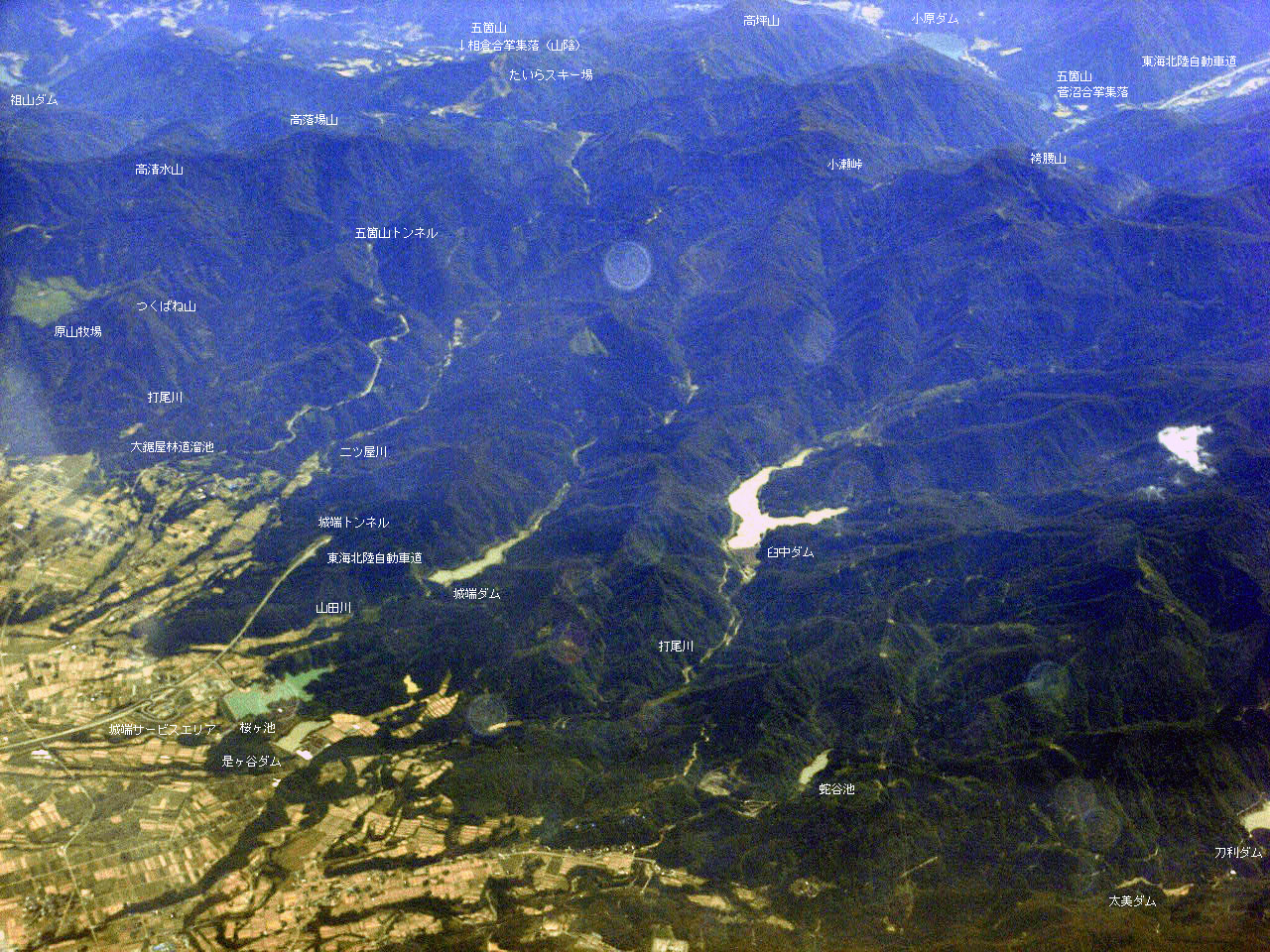
東海北陸自動車道城端トンネル、五箇山地区（南砺市）空撮（2008年10月撮影）

## 概要
2000年（平成12年）9月の福光ICから五箇山IC間の開通時に城端トンネルも供用開始した。長さ3,192 m、暫定2車線の対面通行である。（トンネルは、城端サービスエリアと五箇山インターチェンジの間に位置する）。50以上ある東海北陸自動車道のトンネルの中で、上り線では最初、下り線では最後のトンネルとなる。城端トンネルと袴腰トンネル合わせて9.2 kmのトンネルが連続する区間にある。
本坑は将来の下り線を暫定2車線で供用し、避難坑は中心位置間隔30 mの位置に施工した。避難坑の延長は5,901 mである。

## 歴史
避難坑は隣接する城端トンネル避難坑（全長3,242 m）と共に直径4.5 mのトンネルボーリングマシン (TBM) を用いてほとんど区間を1台で掘削した。施工者は間組・大日本土木共同企業体であった。地質は比較的良好な岩盤であると予想されていた。
前方の地山を予測するためにTSP探査法とよばれる方法をとった。これは地質の不連続面のようなインピーダンスが異なる地点では弾性波が反射することからトンネル坑壁に少量の火薬を爆発させて振源として、それにより生じた弾性波の直接波と反射波を地震計でとらえて予測するもので、長距離探査が可能でありTBM掘削の特徴である高速掘削の妨げない利点がある。
避難坑掘削では当初の予想より地質が劣悪で、特に坑口付近で破砕帯にしばしば遭遇した。しかしながら支保工のパターン化や掘削管理を行って平均月進263 mを達成した。
本坑は熊谷組・森本組共同企業体によってNATMによる補助ベンチつき全断面掘削によった。片押し施工である。避難坑貫通後は坑内換気を避難坑経由で行い、切羽工法に大型の集塵機によって発破後のガスや粉塵などを処理した。
本トンネルを含む五箇山IC - 福光IC間は2000年（平成12年）9月30日に暫定2車線で開通した。
その後、城端トンネル・袴腰トンネル共に盤ぶくれが生じており、インバート工が必要であるが両トンネルは暫定2車線であり通行止めを回避するため2期線設置すべく2020年（令和2年）3月31日に五箇山IC - 福光IC間の4車線化工事について国土交通省より事業許可を受けた。